# Guttigera
Guttigera is een geslacht van nachtvlinders uit de familie Gracillariidae, de mineermotten.
Het geslacht omvat volgende soorten:
- Guttigera albicaput Diakonoff, 1955
- Guttigera rhythmica Diakonoff, 1955
- Guttigera schefflerella Kobayashi, Huang & Hirowatari, 2013